# Rainer Schwarz (Leichtathlet)
Rainer Schwarz (* 5. Juni 1959 in München) ist ein ehemaliger deutscher Leichtathlet, der sich auf den Hindernislauf spezialisiert hatte.

## Sportliche Karriere
Rainer Schwarz startete für die LG Gauting-Stockdorf und ab 1986 für den LC Buchendorf.
Seinen einzigen deutschen Meistertitel gewann Schwarz 1983 in Bremen. Dreimal war Schwarz bei den Deutschen Meisterschaften Zweiter hinter Patriz Ilg.
Rainer Schwarz startete von 1981 bis 1988 bei 13 Meisterschaften und Länderkämpfen im Nationaltrikot. Bei den Europameisterschaften 1982 in Athen erreichte er das Finale und belegte den zwölften Platz. 1983 bei den Weltmeisterschaften in Helsinki gab Schwarz im Halbfinale auf. 1986 bei den Europameisterschaften in Stuttgart erreichte Schwarz wie 1982 das Finale und belegte in 8:20,90 Minuten den siebten Rang.
Seine Bestleistung von 8:11,93 Minuten lief Schwarz am 28. August 1985 in Koblenz. Diese Zeit war damals bundesdeutscher Rekord, den Deutschen Rekord hielt seit 1976 Frank Baumgartl aus der DDR.